# YF-23 Black Widow II
YF-23 Black Widow II je bilo ameriško prototipno letalo.

## Ozadje
Po več kot dveh desetletjih operativne uporabe letala F-15 Eagle, so se ZDA (oz. Vojno letalstvo ZDA – USAF) odločile, da ga zamenjajo z bolj zmogljivim, ker ni več konkurenčno letalom MiG-29 in Su-27. Natečaj so razpisali leta 1981. Leta 1985 so se proizvajalci razdelili v dve skupini. V prvi sta bila Northrop in McDonnell Douglas, v drugi pa Lockheed Martin, Boeing in General Dynamics. V prvi skupini je nastalo letalo z oznako YF-23.
Letalo YF-23 Black Widow II so poimenovali po letalu P-61 Black Widow.

## Zgodovina
Projekt se je imenoval ATF (advanced tactical fighter). 31 decembra 1986 sta bili obe ekipi podprti z 691 milijoni dolarjev. Za ta denar je morala vsaka skupina izdelati dva prototipa. Obe skupini je čakalo težko delo, saj so ZDA želele najsodobnejše letalo, ki bi, tako kot letalo F-15, preseglo zmogljivosti takrat narejenih letal. Natečaj je temeljil na manevrsko zelo zmogljivem letalu, doseganju nadzvočne hitrosti brez dodatnega zgorevanja in slabi radarski opaznosti. Obe skupini sta že imeli izkušnje s tehnologijo stealth (slaba radarska opaznost). Northrop je izdelal »nevidni« bombnik B-2, Lockheed Martin pa »nevidni bombnik« F-117A. Northrop je imel rahlo prednost v aerodinamiki letala, druga skupina pa boljši izpušni sistem, ki je vseboval tudi premično šobo. Obe skupini sta izdelali letali do leta 1990. Northrop in McDonnell Douglas sta naredila dve izpeljanki letala YF-23. Ena izpeljanka je bila opremljena z dvema motorjema Pratt & Whitney F119, druga pa z motorjema General Electric F120. Slednji se je na preskusih izkazal za učinkovitejšega. Leta 1991 se je projekt ATF zaključil. Vendar zmagovalca natečaja nista bila Northrop in McDonnell Douglas, ampak nasprotna skupina, ki je predstavila letalo YF-22.

## Poslednji dom letala YF-23
Obe letali YF-23 sta po pogodbi pripadali ZDA. Vendar se ZDA niso odločile za nadaljnje preizkušanje letal, zato sta letali končali v vojaškem muzeju. Prvo letalo YF-23A »Black Widow II« PAV-1 (S/N 87-800) je na ogled v Nacionalnem muzeju USAF (Dayton, Ohio); drugo letalo YF-23A »Gray Ghost« PAV-2 (S/N 87-801) pa je v Western Museum of Flight (Zamperini Field, Torrance, California).